# Sunds kommun, Hordaland
Sunds kommun (norska: Sund kommune) är en tidigare kommun på ön Sotras södra del i Hordaland fylke i västra Norge. Kommunens centralort var tätorten Skogsvåg.
Sedan 1 januari 2020 är den en tillsammans med de tidigare kommunerna Fjell och Øygarden en del av den nybildade Øygardens kommun i Vestland fylke.

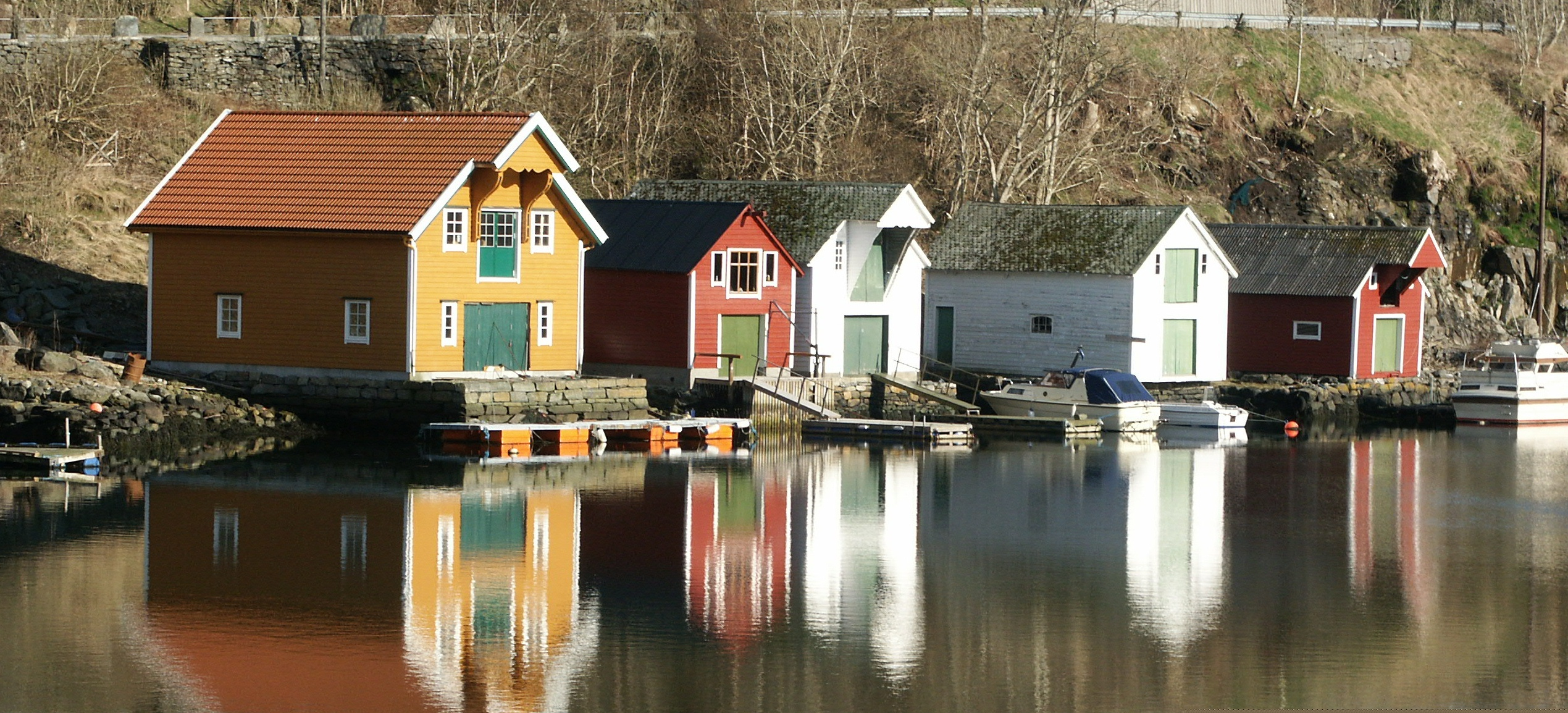
Sjöbodar på ön Sotra.